# Ridderorden in Kirgizië
Na de onafhankelijkheid van Kirgizië dat deel van de Sovjet-Unie had uitgemaakt stichtte het land enige eigen ridderorden.
In eerste instantie volgde men het Sovjetvoorbeeld en de traditie van de stervormige socialistische orden met één graad. Later werden meer Europese vormen ingevoerd. De leden van deze orden die ieder een, twee of drie graden hebben worden allen als "Chevalier" aangeduid.
- De Orde van de Held van Kirgizië. Het instellen van de titel "Held van.... " is een erfenis uit de periode dat het land deel van de Sovjet-Unie was.
- De Orde van Danaker
- De Orde van Manas
- De Orde van de Heldin-Moeder. Het instellen van de titel "Heldin van...." voor moeders van grote gezinnen is een erfenis uit de periode dat het land deel van de Sovjet-Unie was.

## Voetnoten
1. ↑  Guy Stair Sainty in "World Orders of Knighthood".